# Austroclimaciella brianti
Austroclimaciella brianti är en insektsart som först beskrevs av Navás 1914.  Austroclimaciella brianti ingår i släktet Austroclimaciella och familjen fångsländor. Inga underarter finns listade i Catalogue of Life.